# Gustaz (Incoronata)
Gustaz (in croato: Gustac) è un isolotto disabitato della Dalmazia settentrionale, nel mare Adriatico, in Croazia, che fa parte delle isole Incoronate; si trova nel canale dell'Incoronata (Kornatski kanal) tra l'isola Incoronata e Peschiera. Amministrativamente appartiene al comune di Morter-Incoronate, nella regione di Sebenico e Tenin.
Assieme al vicino isolotto Corignago (vedi sez. isole adiacenti) erano anche chiamati scogli Gustaz.

## Geografia
Gustaz si trova a circa 280 m di distanza dalla costa sud-occidentale dell'Incoronata e a 700 m da Peschiera. L'isolotto ha una forma irregolare, è lungo circa 800 m per 400 di larghezza, ha una superficie di 0,284 km², uno sviluppo costiero di 2,31 km e un'altezza massima di 43 m.

### Isole adiacenti
- Corignago (Koritnjak), a nord-ovest.
- Calefantini[8] (hrid Kalafatin), piccolo scoglio 550 m[2] circa a est di Gustaz, a sud delle due piccole insenature Mala e Vela Ropotnica;  ha un'area di soli 4 m²[9] 43°46′35.74″N 15°21′37.52″E.
- Gristaz[8] (hrid Gizela o Gvislac), piccolo scoglio 80 m[2] a est di Gustaz; ha un'area di 26 m²[9] 43°46′30″N 15°21′14.51″E.
- Blitvizza[10], Permetgnak[8] o Primetta[6] (Blitvica o Blitvenjak[11]), piccolo scoglio a sud-est di Gustaz, lungo circa 130 m[2], alto 8 m, ha un'area di 4402 m²[9] e la costa lunga 307 m[9] 43°46′20″N 15°21′20″E.
- Camicich[8] (hrid Kamičić o Kamičica), piccolo scoglio 470 m[2] a sud di Gustaz, vicino a Peschiera; ha un'area di 41 m²[9] 43°46′07.34″N 15°21′05.46″E.

### Cartografia
- (HR) Mappa topografica della Croazia 1:25000, su preglednik.arkod.hr. URL consultato il 28 luglio 2017.
- G. Giani, Carta prospettiva delle Comuni censuarie della Dalmazia, fogli 5 e 6, 1839. Fondo Miscellanea cartografica catastale, Archivio di Stato di Trieste.
- Carta di cabottaggio del mare Adriatico, foglio VII, Milano, Istituto geografico militare, 1822-1824. URL consultato il 17 febbraio 2017 (archiviato dall'url originale il 13 aprile 2013).